# Gampaha
Gampaha (syng. ගම්පහ, tamil. கம்பஹா) – miasto w Sri Lance, w prowincji Zachodnia.